# エコーフィスク油田
エコーフィスク油田（エコーフィスクゆでん、ノルウェー語：Ekofiskfeltet）はスタヴァンゲルから南西320キロメートル離れた北海油田の一つ。エコーフィスク油田は1969年に発見され、北海油田の中で最も重要な油田の一つである。生産は1971年に開始され、海上にはコノコフィリップスが石油プラットフォームを建設しており、遅くとも2050年までは操業可能である。

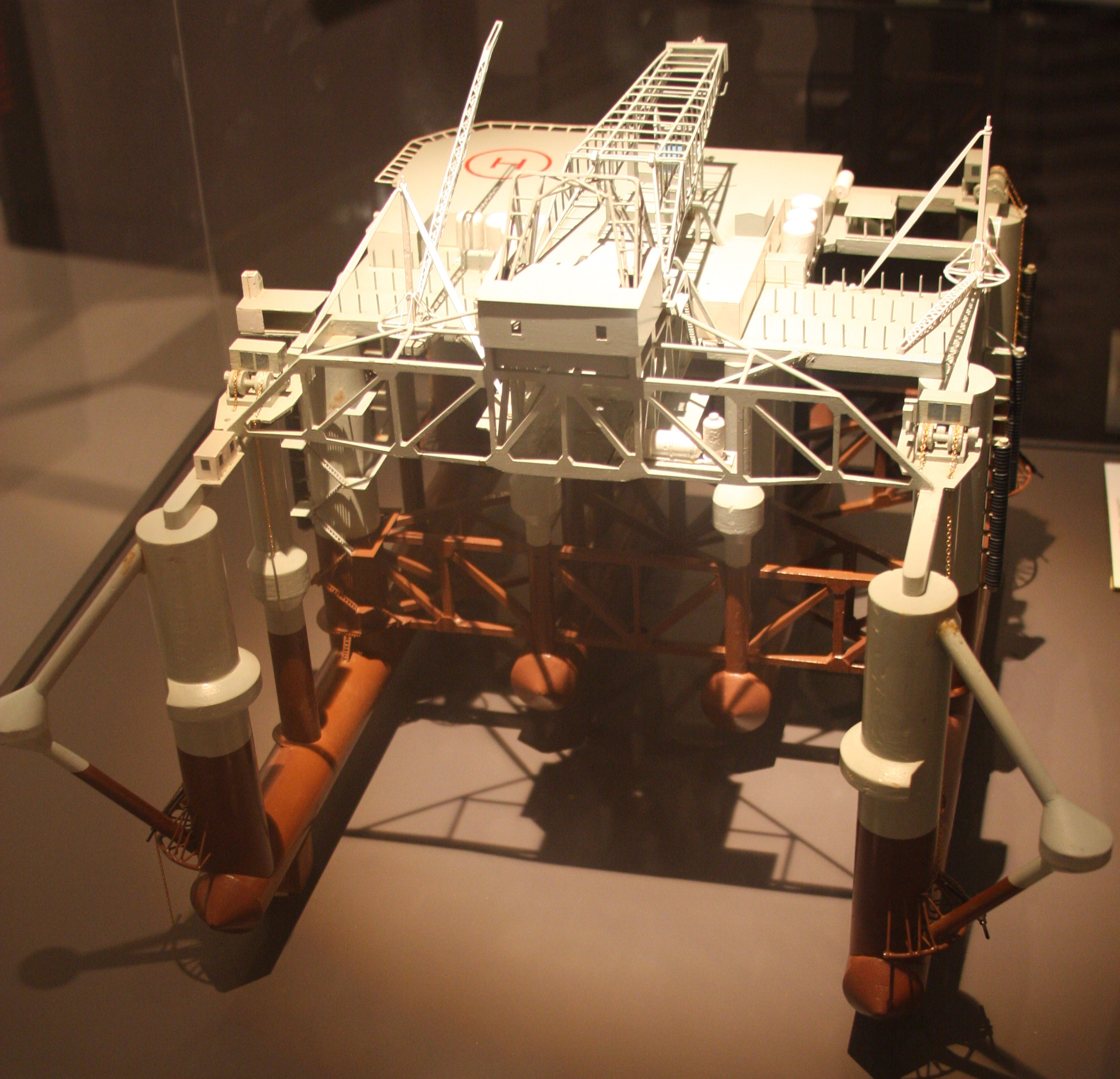
1969年にエコーフィスク油田を発見したオーシャンヴァイキング号の模型（Norwegian Museum of Science and Technology）

エコーフィスク油田にはCod、Ekofisk、West Ekofisk、Tor、Albuskjell、Eldfisk、EddaそしてEmblaの鉱区から構成される。エコーフィスク油田の中心には、周辺のValhall、Hod、Gyda、Ula、スタートフィヨルド、Heimdal、TommelitenそしてGullfaksといった油田への中継基地となる広大なプラットフォームと輸送ハブからなる建築物が存在し、その建築物は29のプラットフォームから構成されている。エコーフィスク油田で採掘された原油はNorpipeを通して、コノコフィリップスが経営するイギリスのTeessideの基地へ輸送される。天然ガスはNorpipeを通してドイツのエムデンに輸送される。

## 地盤沈下
1980年代半ば、エコーフィスク油田は予想不能の地盤沈下に苦しめられた。地質調査の結果、エコーフィスク油田がある地盤は石灰岩の地盤であることが判明した。石油、天然ガスといった炭化水素が生産され、地盤の下には炭化水素の代りに水に置き換えられたため、石灰岩が溶け始めたのであった。地盤沈下は数メートル記録し、フィリップスがプラットフォームの操業するには困難になった状況に陥った時までに6メートルの地盤沈下になったと推測されている。ノルウェー政府はフィリップスに対し地盤沈下対策をとるよう迫り、またフランスのテクニップに問題解決を命令した。7つのうち5つのプラットフォームが相互に連結し同時に6メートル、ジャッキで持ち上げられなければならなかった。この解決策によりプラットフォームの鉄製の脚が伸ばされた。結果としてこれらの脚に巨大なフランジが溶接され、5つのプラットフォームは1回の作業で同時に持ち上げられた。すべてのフランジが溶接されたのちに、プラットフォームは安全になった。1987年8月17日から4日間にかけ、14のNUM 760FCNCと連結した108の液圧式懸架装置（hydraulic cylinders）によりこの作業が行われた
。プラットフォームを38時間で6メートル持ち上げる為に、プラットフォームの高さのずれの許容範囲はプラスマイナス100ミリメートルしかなかったため、液圧式懸架装置の高さのずれの許容範囲は相互にプラスマイナス3ミリメートルしかなかった。脚にフランジを溶接している間に、これらの液圧式懸架装置が問題がひとつない機械として取り付けられた。6メートル持ち上げる前に一日かけ、他のプラットフォームと連結していない宿泊用プラットフォームが持ち上げられた。持ち上げられたプラットフォームの重量は約40,000トンであり、ギネスブックにも記録されている。

## Bravoからの原油流出
1977年4月11日、油井内の安全弁が正しく取り付けられていなかったことからEcofisk Bravo platformで停電が発生し、その結果、推定80,000～126,000バレルの原油流出となった北海油田史上最大の原油流出事故となった。アメリカ合衆国出身の消防士Red Adairとその同僚はこの流出事故に対処した。